# Deon Jackson
Deon Jackson (* 26. Januar 1946 in Ann Arbor, Michigan; † 19. April 2014) war ein amerikanischer Rhythm-and-Blues-Sänger.

## Leben
Deon Jackson wuchs in seinem Geburtsort auf. Er lernte früh Klarinette und später noch Schlagzeug. Im Jahr 1960 begann er in einer Schulband zu singen und wurde bei einem Auftritt entdeckt. Seine Single Love makes the world go round erreichte 1966 Platz 11 der US-Charts.

## Diskografie

### Alben
- 1966: Love makes the world go round

### Singles
- 1963: Hush Little Baby
- 1964: Come Back Home
- 1965: Love Makes The World Go Round
- 1966: I Can’t Do Without You
- 1966: Love Takes A Long Time Growing
- 1967: Ooh Baby